# Kościół św. Michała Archanioła w Miliczu
Kościół świętego Michała Archanioła – rzymskokatolicki kościół parafialny należący do dekanatu Milicz archidiecezji wrocławskiej.
Pierwszy kościół był wymieniany w zapiskach z 1223, został spalony podczas wojen husyckich, a następnie odbudowany w 1468, wymieniany jeszcze w 1666. Na początku XVII wieku na jego miejscu zbudowano tzw. kościół polski, w którym do poł. XVIII wieku kazania były wygłaszane w języku polskim.
Obecna świątynia została zbudowana w latach 1817–1821. Przy jej budowie wykorzystano gotyckie mury prezbiterium poprzedniej świątyni z XV wieku. Kościół został wzniesiony w stylu klasycystycznym na planie krzyża i posiada oryginalnie rozwiązaną fasadę nawiązującą do wzoru Andrei Palladia, nakryty dachem czterospadowym. We wnętrzu znajdują się: podziemna krypta i chrzcielnica z 1561 roku.
Kościół jest murowany, posiada boczne aneksy i balkonowe empory we wnętrzu.
Świątynia posiada organy 14-głosowe, wykonane w 1888 roku przez Wilhelma Sauera. Instrument posiada mechaniczne: trakturę gry i trakturę rejestrów.